# Grande Prêmio do México de 1986
Resultados do Grande Prêmio do México de Fórmula 1 realizado na Cidade do México em 12 de outubro de 1986. Décima quinta etapa do campeonato, foi vencido pelo austríaco Gerhard Berger, da Benetton-BMW, com Alain Prost em segundo pela McLaren-TAG/Porsche e Ayrton Senna em terceiro pela Lotus-Renault.

## Resumo
Retorno da Fórmula 1 ao México após a corrida realizada em 1970. A partir de então o autódromo Magdalena Mixhuca foi rebatizado como Hermanos Rodríguez em homenagem a Ricardo Rodríguez e Pedro Rodríguez, irmãos falecidos no curso de suas passagens pela categoria.
Primeira vitória tanto do austríaco Gerhard Berger quanto da equipe Benetton.
Graças ao segundo lugar obtibo nesta prova, Alain Prost manteve-se como candidato ao título.

## Classificação

### Treinos oficiais
| Pos.    | N.º | Piloto             | Construtor             | Q1       | Q2       | Diferença |
| ------- | --- | ------------------ | ---------------------- | -------- | -------- | --------- |
| 1       | 12  | Ayrton Senna       | Lotus-Renault          | 1:18.367 | 1:16.990 | —         |
| 2       | 6   | Nelson Piquet      | Williams-Honda         | 1:18.037 | 1:17.279 | + 0.289   |
| 3       | 5   | Nigel Mansell      | Williams-Honda         | 1:18.269 | 1:17.514 | + 0.524   |
| 4       | 20  | Gerhard Berger     | Benetton-BMW           | 1:17.780 | 1:17.609 | + 0.619   |
| 5       | 7   | Riccardo Patrese   | Brabham-BMW            | 1:21.241 | 1:18.285 | + 1.295   |
| 6       | 1   | Alain Prost        | McLaren-TAG/Porsche    | 1:19.294 | 1:18.421 | + 1.431   |
| 7       | 8   | Derek Warwick      | Brabham-BMW            | 1:19.713 | 1:18.527 | + 1.537   |
| 8       | 16  | Patrick Tambay     | Haas Lola-Ford         | 1:20.492 | 1:18.839 | + 1.849   |
| 9       | 19  | Teo Fabi           | Benetton-BMW           | 1:18.971 | 1:18.893 | + 1.903   |
| 10      | 26  | Philippe Alliot    | Ligier-Renault         | 1:20.372 | 1:19.257 | + 2.267   |
| 11      | 2   | Keke Rosberg       | McLaren-TAG/Porsche    |          | 1:19.342 | + 2.352   |
| 12      | 27  | Michele Alboreto   | Ferrari                | 1:19.628 | 1:19.388 | + 2.398   |
| 13      | 25  | René Arnoux        | Ligier-Renault         | 1:19.624 | 1:20.458 | + 2.634   |
| 14      | 28  | Stefan Johansson   | Ferrari                | 1:20.303 | 1:19.769 | + 2.779   |
| 15      | 15  | Alan Jones         | Haas Lola-Ford         | 1:20.525 | 1:20.090 | + 3.100   |
| 16      | 3   | Martin Brundle     | Tyrrell-Renault        | 1:21.587 | 1:20.198 | + 3.208   |
| 17      | 11  | Johnny Dumfries    | Lotus-Renault          | 1:20.479 | 1:21.491 | + 3.489   |
| 18      | 14  | Jonathan Palmer    | Zakspeed               | 1:21.154 | 1:20.668 | + 3.678   |
| 19      | 4   | Philippe Streiff   | Tyrrell-Renault        | 1:20.946 | 1:21.174 | + 3.956   |
| 20      | 17  | Christian Danner   | Arrows-BMW             | 1:21.069 | 1:21.461 | + 4.079   |
| 21      | 18  | Thierry Boutsen    | Arrows-BMW             | 1:21.171 | 1:21.361 | + 4.181   |
| 22      | 23  | Andrea de Cesaris  | Minardi-Motori Moderni | 1:22.470 | 1:22.521 | + 5.480   |
| 23      | 29  | Huub Rothengatter  | Zakspeed               | 1:23.812 | 1:22.524 | + 5.534   |
| 24      | 24  | Alessandro Nannini | Minardi-Motori Moderni | 1:25.179 | 1:23.457 | + 6.467   |
| 25      | 21  | Piercarlo Ghinzani | Osella-Alfa Romeo      | 1:25.767 | 1:24.176 | + 7.186   |
| 26      | 22  | Allen Berg         | Osella-Alfa Romeo      | 1:26.573 | 1:27.209 | + 9.583   |
| Fontes: |     |                    |                        |          |          |           |

### Corrida
| Pos.    | Nº | Piloto             | Construtor             | Voltas | Tempo/Diferença | Grid | Pontos |
| ------- | -- | ------------------ | ---------------------- | ------ | --------------- | ---- | ------ |
| 1       | 20 | Gerhard Berger     | Benetton-BMW           | 68     | 1:33:18.700     | 4    | 9      |
| 2       | 1  | Alain Prost        | McLaren-TAG/Porsche    | 68     | + 25.438        | 6    | 6      |
| 3       | 12 | Ayrton Senna       | Lotus-Renault          | 68     | + 52.513        | 1    | 4      |
| 4       | 6  | Nelson Piquet      | Williams-Honda         | 67     | + 1 volta       | 2    | 3      |
| 5       | 5  | Nigel Mansell      | Williams-Honda         | 67     | + 1 volta       | 3    | 2      |
| 6       | 26 | Philippe Alliot    | Ligier-Renault         | 67     | + 1 volta       | 10   | 1      |
| 7       | 18 | Thierry Boutsen    | Arrows-BMW             | 66     | + 2 voltas      | 21   |        |
| 8       | 23 | Andrea de Cesaris  | Minardi-Motori Moderni | 66     | + 2 voltas      | 22   |        |
| 9       | 17 | Christian Danner   | Arrows-BMW             | 66     | + 2 voltas      | 20   |        |
| 10      | 14 | Jonathan Palmer    | Zakspeed               | 65     | Pane seca       | 18   |        |
| 11      | 3  | Martin Brundle     | Tyrrell-Renault        | 65     | + 3 voltas      | 16   |        |
| 12      | 28 | Stefan Johansson   | Ferrari                | 64     | Turbo           | 14   |        |
| 13      | 7  | Riccardo Patrese   | Brabham-BMW            | 64     | Saída de pista  | 5    |        |
| 14      | 24 | Alessandro Nannini | Minardi-Motori Moderni | 64     | + 4 voltas      | 24   |        |
| 15      | 25 | René Arnoux        | Ligier-Renault         | 63     | Motor           | 13   |        |
| 16      | 22 | Allen Berg         | Osella-Alfa Romeo      | 61     | + 7 voltas      | 26   |        |
| Ret     | 11 | Johnny Dumfries    | Lotus-Renault          | 53     | Pane elétrica   | 17   |        |
| Ret     | 8  | Derek Warwick      | Brabham-BMW            | 37     | Motor           | 7    |        |
| Ret     | 15 | Alan Jones         | Haas Lola-Ford         | 35     | Pneus           | 15   |        |
| Ret     | 2  | Keke Rosberg       | McLaren-TAG/Porsche    | 32     | Pneu furado     | 11   |        |
| Ret     | 27 | Michele Alboreto   | Ferrari                | 10     | Turbo           | 12   |        |
| Ret     | 21 | Piercarlo Ghinzani | Osella-Alfa Romeo      | 8      | Turbo           | 25   |        |
| Ret     | 4  | Philippe Streiff   | Tyrrell-Renault        | 8      | Turbo           | 19   |        |
| Ret     | 19 | Teo Fabi           | Benetton-BMW           | 4      | Motor           | 9    |        |
| Ret     | 16 | Patrick Tambay     | Haas Lola-Ford         | 0      | Acidente        | 8    |        |
| Ret     | 29 | Huub Rothengatter  | Zakspeed               | 0      | Acidente        | 23   |        |
| Fontes: |    |                    |                        |        |                 |      |        |

## Tabela do campeonato após a corrida
| Pos.    | Piloto        | Pontos |
| ------- | ------------- | ------ |
| 1       | Nigel Mansell | 70     |
| 2       | Alain Prost   | 64     |
| 3       | Nelson Piquet | 63     |
| 4       | Ayrton Senna  | 55     |
| 5       | Keke Rosberg  | 22     |
| Fontes: |               |        |

| Pos.    | Construtor          | Pontos |
| ------- | ------------------- | ------ |
| 1       | Williams-Honda      | 135    |
| 2       | McLaren-TAG/Porsche | 87     |
| 3       | Lotus-Renault       | 57     |
| 4       | Ferrari             | 33     |
| 5       | Ligier-Renault      | 29     |
| Fontes: |                     |        |

- Nota: Somente as primeiras cinco posições estão listadas e a campeã mundial de construtores surge grafada em negrito. Entre 1981 e 1990 cada piloto podia computar onze resultados válidos por temporada não havendo descartes no mundial de construtores.